# Літтл-Суаміко (Вісконсин)
Літтл-Суаміко (англ. Little Suamico) — місто (англ. town) в США, в окрузі Оконто штату Вісконсин. Населення — 5536 осіб (2020).

## Демографія
Згідно з переписом 2010 року, у місті мешкало 4799 осіб у 1772 домогосподарствах у складі 1399 родин. Було 1895 помешкань
Расовий склад населення:
| - 97,7 % — білих - 0,8 % — корінних американців - 0,5 % — азіатів - 0,3 % — чорних або афроамериканців |

До двох чи більше рас належало 0,8 %. Частка іспаномовних становила 0,4 % від усіх жителів.
За віковим діапазоном населення розподілялося таким чином: 25,9 % — особи молодші 18 років, 66,7 % — особи у віці 18—64 років, 7,4 % — особи у віці 65 років та старші. Медіана віку мешканця становила 41,6 року. На 100 осіб жіночої статі у місті припадало 107,4 чоловіків;  на 100 жінок у віці від 18 років та старших — 108,0 чоловіків також старших 18 років.
Середній дохід на одне домашнє господарство  становив 90 200 доларів США (медіана — 70 329), а середній дохід на одну сім'ю — 101 414 долари (медіана — 85 532). Медіана доходів становила 52 377 доларів для чоловіків та 49 722 долари для жінок. За межею бідності перебувало 4,2 % осіб, у тому числі 0,0 % дітей у віці до 18 років та 15,3 % осіб у віці 65 років та старших.
Цивільне працевлаштоване населення становило 2881 особа. Основні галузі зайнятості: виробництво — 23,7 %, освіта, охорона здоров'я та соціальна допомога — 17,7 %, роздрібна торгівля — 14,2 %.